# 종매 베트

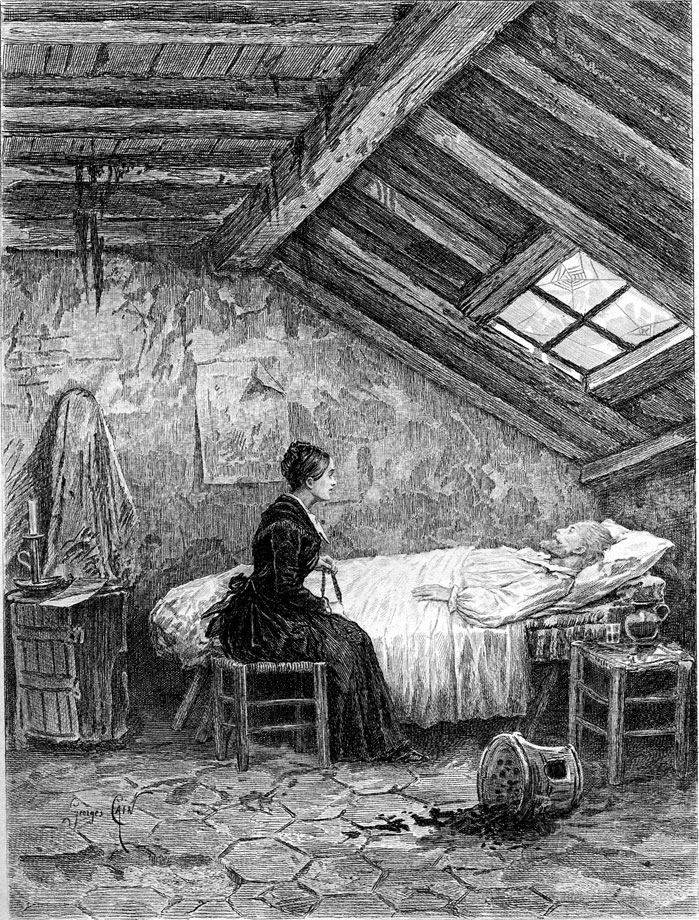
1897년 에디션

《종매 베트》(La Cousine Bette)는 오노레 드 발자크의 장편소설이다.
한 가정의 주인이 방탕하여 무서운 가정파탄을 초래한 내용으로 시대상이 잘 묘사되어 있다. 주인은 위로라는 육군성 국장인데 제정시대에 군정의 수환가로 또한 색한(色漢)으로 떨쳤으나 시민계급의 전성기가 되어 옛 모습은 찾아볼길이 없다. 그러나 승리가 몸에 밴 제정시대의 군인답게 그는 탐색(耽色)으로 인하여 가족을 연이어 자멸의 길로 몰아넣는다.
또 한사람은 크르베르라는 부유한 상인으로 프랑스를 지배하는 것은 왕도 아니요, 헌법도 아니며 “아름답고 고아하고 젊은 전능의 금화(金貨)”라 확신하여, 그 자신(自信)을 바탕으로 젊었을 적에 꿈꾼 ‘공작 부인’을 내것으로 만들고자 모든 재력을 쏟는다.
이러한 줄거리를 주축으로 하고 그 밖에 많은 발자크적 테마를 포함한 이 소설은 동시에 착상된 <사촌 퐁>(1847)과 같이 그의 최후의 작품이며 걸작이다.